# La Robe du soir
Pour plus de détails, voir Fiche technique et Distribution.
La Robe du soir est un film français réalisé par Myriam Aziza sorti en 2010.

## Synopsis
Juliette, 12 ans, timide et mal dans sa peau, voue un véritable culte à son professeur de français, Madame Solenska. Belle quadragénaire souvent provocante, Madame Solenska aime séduire son jeune auditoire : sa classe est son théâtre et ses élèves, ses meilleurs spectateurs. Persuadée d'être son élève préférée, Juliette imagine une relation privilégiée avec cette femme. Mais un jour, en se rendant en cachette chez Madame Solenska, elle en voit sortir Antoine, un élève de sa classe particulièrement beau. Chaque geste, chaque regard de Madame Solenska vers le pré-adolescent, chaque parole échangée vient alimenter ses soupçons. L'imagination torturée de Juliette s'emballe : pour elle, Madame Solenska et Antoine sont liés par une secrète relation amoureuse...

## Fiche technique
- Réalisation : Myriam Aziza
- Scénario : Myriam Aziza et Sophie Bredier
- Photographie : Benoît Chamaillard
- Musique : Martin Wheeler
- Son : Yolande Decarsin
- Montage : Ariane Mellet
- Durée : 85 minutes
- Date de sortie :
  -  France : 24 février 2010

## Distribution
- Alba Gaïa Bellugi : Juliette
- Lio : Hélène Solenska
- Léo Legrand : Antoine
- Sophie Mounicot : la mère
- Bernard Blancan : le principal
- Barthélemy Guillemard : Adrien
- Lucie Bourdeu : Natacha
- Sylvain Creuzevault : l'oncle
- Raphaèle Bouchard : Charlotte, l'amie de l'oncle
- Aly Bourguiba : Aly